# 短毛单序草
短毛单序草（学名：[Polytrias amaura var. nana] 错误：{{Lang}}：文本有斜体标记（帮助））为禾本科单序草属下的一个变种。